# NGC 4834
NGC 4834 est une vaste et lointaine galaxie spirale située dans la constellation des Chiens de chasse. Sa vitesse par rapport au fond diffus cosmologique est de 11 414 ± 12 km/s, ce qui correspond à une distance de Hubble de 168 ± 12 Mpc (∼548 millions d'al). NGC 4834 a été découverte par l'astronome germano-britannique William Herschel en 1789.
Selon la base de données Simbad, NGC 4834 est une galaxie LINER, c'est-à-dire une galaxie dont le noyau présente un spectre d'émission caractérisé par de larges raies d'atomes faiblement ionisés.